# Semën Aranovič Geršgorin
Semën Aranovič Geršgorin (in russo Семён Аранович Гершгорин?; Pružany, 24 agosto 1901 – Leningrado, 30 maggio 1933) è stato un matematico sovietico.
Tra i suoi maggiori contributi vanno ricordati i tre teoremi di localizzazione detti teoremi di Gershgorin.
Il suo nome è stato traslitterato in varie maniere diverse tra cui: Geršgorin, Gerschgorin, Gerszgorin e Gershgorin.